# Карташова Альона Володимирівна
Альона Володимирівна Карташова  (рос. Алена Владимировна Карташова, 23 січня 1982) — російська борчиня, чемпіонка світу, триразова чемпіонка Європи, олімпійська медалістка.

## Життєпис
Боротьбою почала займатися з 1996 року. У 2000 році стала срібною призеркою чемпіонату світу серед юніорів.
Виступала за ДЮСШ № 42, Москва. Тренери — Валерій Зайцев, Наталія Іванова, Томас Барба.

## Спортивні результати на міжнародних змаганнях

### Виступи на Олімпіадах
| Змагання                    | Збірна | Вагова категорія          | Місце  |
| --------------------------- | ------ | ------------------------- | ------ |
| Літні Олімпійські ігри 2004 | Росія  | жіноча боротьба, до 63 кг | 8      |
| Літні Олімпійські ігри 2008 | Росія  | жіноча боротьба, до 63 кг | Срібло |

### Виступи на Чемпіонатах світу
| Змагання                        | Збірна | Вагова категорія          | Місце  |
| ------------------------------- | ------ | ------------------------- | ------ |
| Чемпіонат світу з боротьби 2002 | Росія  | жіноча боротьба, до 59 кг | Золото |
| Чемпіонат світу з боротьби 2003 | Росія  | жіноча боротьба, до 63 кг | 5      |
| Чемпіонат світу з боротьби 2010 | Росія  | жіноча боротьба, до 67 кг | 14     |

### Виступи на Чемпіонатах Європи
| Змагання                         | Збірна | Вагова категорія          | Місце  |
| -------------------------------- | ------ | ------------------------- | ------ |
| Чемпіонат Європи з боротьби 2003 | Росія  | жіноча боротьба, до 63 кг | 8      |
| Чемпіонат Європи з боротьби 2004 | Росія  | жіноча боротьба, до 63 кг | Золото |
| Чемпіонат Європи з боротьби 2005 | Росія  | жіноча боротьба, до 63 кг | 8      |
| Чемпіонат Європи з боротьби 2006 | Росія  | жіноча боротьба, до 63 кг | Золото |
| Чемпіонат Європи з боротьби 2007 | Росія  | жіноча боротьба, до 63 кг | Срібло |
| Чемпіонат Європи з боротьби 2008 | Росія  | жіноча боротьба, до 63 кг | Золото |
| Чемпіонат Європи з боротьби 2009 | Росія  | жіноча боротьба, до 63 кг | Срібло |
| Чемпіонат Європи з боротьби 2010 | Росія  | жіноча боротьба, до 67 кг | Бронза |

### Виступи на Кубках світу
| Змагання                    | Збірна | Вагова категорія          | Місце  |
| --------------------------- | ------ | ------------------------- | ------ |
| Кубок світу з боротьби 2002 | Росія  | жіноча боротьба, до 59 кг | Срібло |
| Кубок світу з боротьби 2007 | Росія  | жіноча боротьба, до 63 кг | Бронза |
| Кубок світу з боротьби 2011 | Росія  | жіноча боротьба, до 63 кг | 6      |

### Виступи на інших змаганнях
| Змагання                                       | Збірна | Вагова категорія          | Місце  |
| ---------------------------------------------- | ------ | ------------------------- | ------ |
| Гран-прі Німеччини з боротьби 2002             | Росія  | жіноча боротьба, до 63 кг | Бронза |
| Тестовий турнір FILA 2004                      | Росія  | жіноча боротьба, до 63 кг | Срібло |
| Klippan Lady Open 2004                         | Росія  | жіноча боротьба, до 63 кг | Золото |
| Klippan Lady Open 2006                         | Росія  | жіноча боротьба, до 63 кг | Бронза |
| Міжнародний меморіал Дейва Шульца 2007         | Росія  | жіноча боротьба, до 63 кг | 4      |
| Гран-прі «Іван Яригін» 2009                    | Росія  | жіноча боротьба, до 63 кг | Золото |
| Золотий Гран-прі з боротьби 2010 (Красноярськ) | Росія  | жіноча боротьба, до 63 кг | Бронза |
| Klippan Lady Open 2010                         | Росія  | жіноча боротьба, до 63 кг | Срібло |
| Золотий Гран-прі з боротьби 2010 (Кліппан )    | Росія  | жіноча боротьба, до 63 кг | Срібло |

### Виступи на змаганнях молодших вікових груп
| Змагання                                       | Збірна | Вагова категорія          | Місце  |
| ---------------------------------------------- | ------ | ------------------------- | ------ |
| Чемпіонат Європи з боротьби серед юніорів 2000 | Росія  | жіноча боротьба, до 58 кг | 4      |
| Чемпіонат світу з боротьби серед юніорів 2000  | Росія  | жіноча боротьба, до 54 кг | Срібло |
| Чемпіонат світу з боротьби серед кадетів 1998  | Росія  | жіноча боротьба, до 52 кг | 5      |